# 烏斯季頓涅茨基區

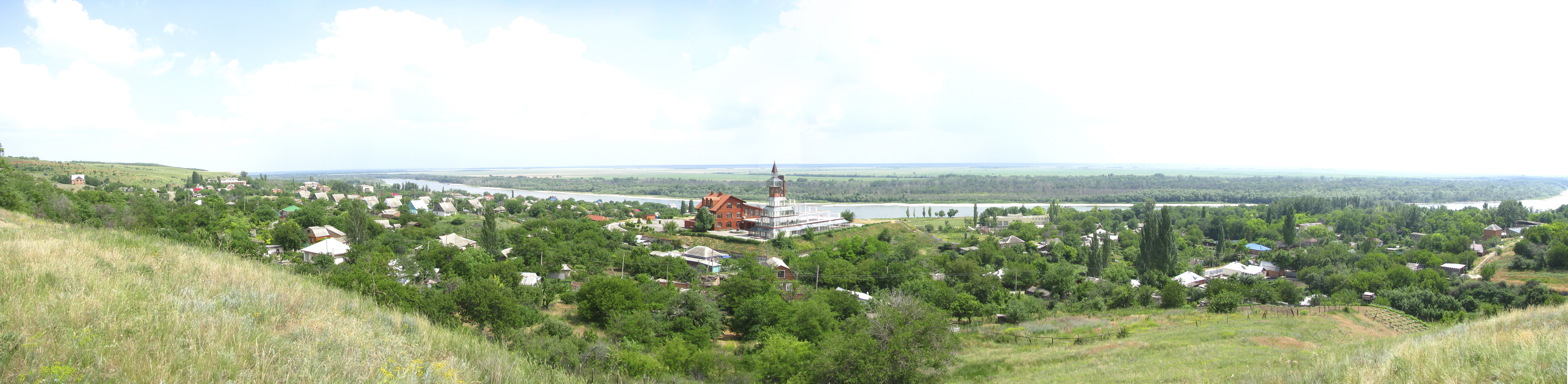

47°38′23″N 40°51′59″E / 47.63972°N 40.86639°E
烏斯季頓涅茨基區（俄语：Усть-Донецкий район），是俄羅斯的一個區，位於該國西南部，由羅斯托夫州負責管轄，面積1,150平方公里，2010年人口33,647，人口密度每平方公里29.26人。